# Paltzoquitempa
Paltzoquitempa är en ort i Mexiko.   Den ligger i kommunen Benito Juárez och delstaten Veracruz, i den sydöstra delen av landet, 180 km nordost om huvudstaden Mexico City. Paltzoquitempa ligger 316 meter över havet och antalet invånare är 321.
Terrängen runt Paltzoquitempa är kuperad. Runt Paltzoquitempa är det ganska glesbefolkat, med 45 invånare per kvadratkilometer. Närmaste större samhälle är Xochiatipan de Castillo, 12,0 km väster om Paltzoquitempa. I omgivningarna runt Paltzoquitempa växer huvudsakligen savannskog.